# Lampadena
Lampadena is een geslacht van straalvinnige vissen uit de familie van lantaarnvissen (Myctophidae). Het geslacht is voor het eerst wetenschappelijk beschreven in 1895 door Goode & Bean.

## Soorten
- Lampadena anomala Parr, 1928
- Lampadena atlantica Maul, 1969
- Lampadena chavesi Collett, 1905
- Lampadena dea Fraser-Brunner, 1949
- Lampadena luminosa Garman, 1899
- Lampadena notialis Nafpaktitis & Paxton, 1968
- Lampadena pontifex Krefft, 1970
- Lampadena speculigera Goode & Bean, 1896
- Lampadena urophaos Paxton, 1963
- Lampadena yaquinae Coleman & Nafpaktitis, 1972